# Adverbe
En grammaire, l’adverbe est défini traditionnellement comme une partie du discours dont la fonction syntaxique est celle de complément, le plus souvent d’un verbe ou, plus rarement, d’un adjectif ou d’un autre adverbe,,,.
Dans certaines langues, comme le français ou le roumain, les adverbes sont invariables, ne prenant donc pas d’affixes, sauf quelques exceptions. Dans d’autres langues, comme certaines langues slaves, par exemple le BCMS, les adverbes sont partiellement affixables, c’est-à-dire ceux qui peuvent avoir des degrés de comparaison expriment ceux-ci par des affixes. Il en est de même en hongrois et, de plus, dans cette langue, certains adverbes peuvent recevoir certaines désinences casuelles. Dans les langues romanes, par exemple, ce sont des prépositions qui correspondent à ces affixes.
Dans des grammaires relativement récentes, on traite, parmi les mots considérés traditionnellement comme des adverbes, certains qui ne correspondent pas dans certaines situations ou jamais à la définition ci-dessus, n'ayant pas de fonction syntaxique. C’est pourquoi certaines sources qualifient les adverbes de classe hétérogène,, en se référant à des grammaires où on les rencontre désignés par le terme « adverbe » qualifié de diverses façons, par exemple :
(fr) adverbe portant sur toute l’assertion (par exemple : « Franchement, je trouve que ce n’est pas très intéressant »), adverbe de phrase ;
(en) sentence adverb, « adverbe de phrase » ;
(ro) adverb fără funcție sintactică, « adverbe sans fonction syntaxique ».
Dans certaines grammaires, tous ou une partie de ces mots sans fonction syntaxique sont groupés dans d’autres classes de mots. Celle de Grevisse et Goosse 2007, par exemple, laisse parmi les adverbes des mots sans fonction syntaxique appelés explétifs (ex. Nous disions donc que…), mais inclut dans une classe appelée « mots-phrases » oui et non et, dans une classe appelée « introducteurs » voici et voilà. Dans les grammaires du hongrois, les mots de ce genre sont délimités des adverbes dans une classe à part, les modalisateurs. Dans certaines grammaires de cette langue, on distingue des adverbes et des modalisateurs une troisième classe, appelée « particules ». Dans certaines grammaires du BCMS aussi, on les considère tous comme des particules,, ou certains comme des particules et d’autres comme des modalisateurs.

## Classification
On peut grouper les adverbes de plusieurs points de vue.

### Selon leur origine

#### Adverbes non motivés
Sont non motivés tout d’abord les mots hérités de la langue base, non analysables par le locuteur. Exemples :
(fr) mal, mieux, puis (du latin) ;
(ro) afară, « dehors », bine, « bien », unde, « où » (du latin) ;
(hu) hanyatt, « sur le dos », rögvest, « aussitôt », tüstént, « tout de suite » (de l’ancien hongrois).
Sont également non motivés les adverbes empruntés à d'autres langues :
(fr) gratis (latin), illico (latin), incognito (italien) ;
(ro) prea, « trop » (vieux-slave), taman « justement » (turc), măcar, « au moins » (grec), musai, « obligatoirement » (hongrois), deja (français).

#### Adverbes motivés

##### Adverbes par conversion
Certains adverbes sont obtenus par conversion. 
Dans certaines langues, ce sont des adjectifs qu’on peut utiliser en tant qu’adverbes sans changement de forme. Ceci est fréquent en allemand ou en roumain, par exemple. Dans cette langue, c’est la forme de masculin singulier de l’adjectif qui peut être adverbe : frumos, « beau/d’une belle façon », greu, « difficile/difficilement », deschis, « ouvert/ouvertement ». Un exemple en allemand est höflich, qui peut tantôt signifier « poli » ou « poliment », en fonction du contexte. 
En BCMS, c’est la forme de neutre singulier de certains adjectifs qui est utilisée en tant qu’adverbe (par exemple : dobro, « bon/bien », jasno, « clair/clairement », slabo, « faible/faiblement »), et la forme de masculin singulier d’autres adjectifs, ceux terminés en -skī et en -jī. L’adverbe peut avoir exactement la même terminaison que l’adjectif, c’est-à-dire en ī long, ou en la variante brève (i) de cette voyelle, ce qui distingue quelque peu l’adverbe de l’adjectif : Primio nas je bratskī/bratski (« Il nous a reçu(e)s comme un frère »), Cijelo je to vrijeme živio pasjī/pasji (« Tout ce temps il a eu une vie de chien ») (littéralement « … a vécu chiennement »).
En français, les adverbes par conversion sont relativement rares par rapport à d’autres langues. Ce sont quelques adjectifs, comme Il chante faux, Elle s’habille jeune. Tout à fait exceptionnellement, il y a de tels adverbes accordés avec leur régissant adjectif, comme Ma fenêtre est grande ouverte (André Gide).
En anglais, il existe quelques cas de conversion adjectif/adverbe : ex. We didn't have to wait long (« Nous n’avons pas dû attendre longtemps »).
En français, il y a aussi quelques noms utilisés en tant qu’adverbes, comme moitié mort, tomber pile, ainsi que plusieurs prépositions : après, avant, depuis, derrière, devant.
En roumain sont aussi adverbes les noms des jours de la semaine sans article ou employés avec l’article défini (comme luni, « lundi », lunea, « le lundi »), ainsi que les noms des saisons et de certaines périodes de la journée avec article défini (comme iarna, « en hiver », ziua, « dans la journée ».
En hongrois, il y a plusieurs postpositions (comme a házon kívül, « hors de la maison », différemment de kívül sötét van, « dehors il fait sombre ») et des préfixes verbaux (comme felmegy, « il/elle monte », différemment de fel a hegyre, « haut sur la montagne ») utilisés en tant qu’adverbes. Il y a aussi des verbes au gérondif qui ont donné des adverbes, en changeant de sens : lopva (« en catimini », litt. « en dérobant »), elvétve (« rarement, sporadiquement », litt. « en ratant »), betéve (« par cœur », litt. « en mettant dedans »).

##### Adverbes dérivés
En français, les adverbes de manière sont dérivés d’adjectifs en ajoutant le suffixe -ment au féminin de ceux-ci : par exemple, grand, -e → grandement ; vif, vive → vivement. Cette formation est commune à la plupart des langues romanes (italien, espagnol, catalan…). Le suffixe -ment est issu de la grammaticalisation de mente, c’est-à-dire l’ablatif du nom latin mens, mentis (qui signifiait « esprit, faculté intellectuelle de l’esprit »). Ce nom de genre féminin employé à l’ablatif suivait des adjectifs pour former des compléments circonstanciels de manière signifiant « dans l’esprit de [ce que dit l’adjectif] » puis « d’une manière [ce que dit l’adjectif] ». Mente s’agglutina par la suite à l’adjectif et devint un véritable suffixe.  
En anglais aussi, la dérivation est la source principale d’adverbes, avec un seul suffixe : quick (« rapide ») → quickly (« rapidement »), awful (« terrible ») → awfully (« terriblement »). En vieil anglais, l’adverbe de manière était en principe obtenu par addition de la terminaison -e, originellement le marqueur du datif (ainsi swīþe signifiait « rapidement »). À l'époque du moyen anglais, cette terminaison finit par s’amuïr et disparaître, si bien que l’adjectif et l’adverbe avaient la même forme. C'est à cette époque que le suffixe -lice (qui évolua par la suite en -ly) fut introduit, sans doute pour éviter une ambiguïté entre l'emploi adverbial et l'emploi adjectival, et peut-être sous l’influence du vieux norrois -liga. Issu du proto-germanique *liko, ce suffixe est apparenté au nom lich (« corps, cadavre ») et à la préposition like.
Le hongrois ressemble aux deux langues ci-dessus quant à la productivité de la dérivation d’adverbes ayant pour bases des adjectifs, mais aussi des numéraux. De plus, il y a plusieurs suffixes de dérivation d’adverbes : magas (« haut ») → magasan (« hautement »), konok (« obstiné ») → konokul (« obstinément »), öt (« cinq ») → ötször (« cinq fois »), öt → öten (« à cinq », par exemple, personnes qui participent à une action).
En roumain, un tel procédé est plus rare, puisque beaucoup d’adjectifs peuvent avoir un emploi adverbial, mais à côté d’adverbes dérivés d’adjectifs : orb (« aveugle ») → orbește (« aveuglément »). Il y en a également dérivés de noms : șoim (« faucon ») → șoimește (« à la manière d’un faucon »), et de verbes : a se târî (« ramper ») → târâș (« en rampant »).
En BCMS, on dérive des adverbes à partir de noms : zima (« hiver ») → zimus (« cet hiver »), dan (« jour ») → danas (« aujourd’hui ») et de verbes : hteti (« vouloir ») → nehotice (« involontairement »).

##### Adverbes composés
La composition aussi est l’un des procédés d’enrichissement du lexique par des adverbes :
(fr) avant-hier, longtemps ;
(en) forthwith (« aussitôt »), henceforth (« désormais ») ;
(ro) alaltăieri (« avant-hier »), oricând (« n’importe quand ») ;
(hu) éjjel-nappal (« jour et nuit »), ideig-óráig (« un certain temps », litt. « jusqu’à temps - jusqu’à heure ») ;
(BCMS) zatim (« ensuite »), bogzna (« Dieu sait »).

##### Locutions adverbiales
Une locution adverbiale est un groupe de mots figé (non analysable) qui apparaît avec le sens global d’un adverbe. Certains contiennent des mots qui sont devenus hors d'usage et qui ne survivent que dans la locution (comme à bon escient).

### Selon leur sens
La classification sémantique (selon leur sens) des adverbes diffère d’une grammaire à une autre, y compris dans celles d’une même langue.
La grammaire française de Grevisse et Goosse (2007), par exemple, distingue dans ce sens des adverbes :
- de manière :
  - proprement dits : Il travaille bien,
  - de degré : Il travaille beaucoup,
  - de degré nul ou de négation : Il ne travaille pas ;
- de lieu : Julie habite ailleurs ;
- de temps : Jean partira demain ;
- d’aspect, proches à la fois des adverbes de manière et des adverbes de temps : Le train a surgi soudain, Il a dormi longtemps ;
- marquant une relation logique : Sa fille partira donc, Elle est pourtant intelligente ;
- explétifs, servant, par exemple, à renforcer ou à atténuer l’expression : Je crois bien qu’il est en voyage, Nous disions donc que… ;
- anaphoriques, dont la plupart concernent des relations logiques : Si vous voulez partir, dites-nous auparavant ce que nous devons faire, Il est malheureux, donc nous devons l’aider.

## Adverbes à forme variable
Dans certaines langues, il y a des adverbes qui peuvent recevoir certains affixes.
En français, les adverbes qui peuvent avoir des degrés de comparaison, la plupart de ceux en -ment, la plupart des adjectifs employés adverbialement avec des verbes, les adverbes loin, près, longtemps, souvent, tôt, tard, vite, beaucoup, peu, bien, mal, certaines locutions adverbiales, expriment ces degrés comme les adjectifs, de façon analytique, sauf les quatre derniers, qui les expriment partiellement par des formes supplétives. Dans d’autres langues, le comparatif de supériorité et le superlatif relatif de supériorité sont indiqués de façon synthétique, par des affixes.
En BCMS on utilise le suffixe -e pour marquer le comparatif de supériorité, et on ajoute à cette forme un préfixe pour exprimer le superlatif relatif de supériorité : blizu « près » → bliže « plus près » → najbliže « le plus près ».
En hongrois, le procédé est analogue, ex. messze « loin » → messzebb « plus loin » → legmesszebb « le plus loin ».
En anglais, la plupart des adverbes ont des degrés formés de façon analytique (ex. often « souvent » – more often « plus souvent », most often « le plus souvent ») mais quelques-uns les forment de façon synthétique, par des suffixes, ex. soon « tôt » → sooner « plus tôt » – the soonest « le plus souvent ». 
Certains adverbes hongrois, surtout de lieu et de temps, reçoivent certaines désinences casuelles : kintről (cas délatif) « de dehors », belülre (sublatif) « pour l’intérieur », mostantól (ablatif), hazáig (terminatif) « jusqu’à chez soi ». Dans des langues comme le français, le roumain ou le BCMS, il leur correspond des groupes préposition + adverbe. Dans les grammaires du BCMS, certains de ces groupes sont vus comme des adverbes composés, ex. nadesno « vers la droite ».
Dans certaines langues, certains adverbes peuvent servir de bases pour la dérivation :
- En roumain il y en a avec des suffixes hypocoristiques : bine « bien » → binișor, repede « vite » → repejor[40].
- En BCMS, des adverbes donnent par dérivation d’autres adverbes de sens proche : natrag « en arrière » → natraške « à reculons »[39].
- En hongrois, on dérive d’adverbes[4] :
  - des verbes : tovább « plus loin » → továbbít « il/elle transmet » ;
  - des adjectifs : ma « aujourd’hui » → mai « d’aujourd’hui », ingyen « gratis » → ingyenes « gratuit, -e ».

## Fonctions de l’adverbe

### Fonctions syntaxiques
L’adverbe remplit certaines fonctions dans la phrase simple. Leur typologie varie d’une grammaire à une autre, y compris de la même langue.
En grammaire française, selon Grevisse et Goosse 2007, par exemple, l’adverbe est, le plus souvent, un complément circonstanciel :
- de manière : Elle parle fort ;
- de mesure : Travaillez davantage votre prononciation ! ;
- de lieu : Dans un jardin public, on ne peut pas marcher n’importe où ;
- de temps : La ligne est occupée, je rappellerai tout à l’heure.

L’adverbe peut aussi être attribut du sujet (Il en est autrement) et complément du nom : les gens d’ici, les gens d’alors.
L’adverbe peut également être un terme régissant, par exemple avoir une proposition subordonnée : La maison est toujours fermée. Peut-être qu’elle est à vendre.
Certains adverbes ont le rôle syntaxique de relier une proposition relative à la proposition qui la régit, étant en même temps des compléments circonstanciels dans les propositions qu’ils introduisent. En français on considère parfois comme tel seulement le pronom relatif où. En roumain il y en a trois : locul unde... « l’endroit où… », ziua când... « le jour où » (litt. « le jour quand… »), felul cum... « la manière dont… » (litt. « la manière comme… »). En hongrois ils sont plus nombreux: ahol « où », ahova « (vers) où », ahonnan « d’où », amerre « par où », amikor « quand », amióta « depuis quand », ameddig « jusqu’où » / « jusqu’à quand », ahogy « comme »
D’autres mots considérés comme des adverbes ont eux aussi le rôle de relier une proposition à une autre dans la phrase complexe sans avoir de fonction syntaxique, mais fonctionnant comme des conjonctions, ex. Mon oncle parle très mal espagnol, pourtant il a vécu quinze années à Madrid = … bien qu’il ait vécu… (opposition).

### Fonctions non syntaxiques
Certains adverbes peuvent avoir, en même temps qu’une fonction syntaxique, une fonction déictique, c’est-à-dire qu’ils se réfèrent à un élément de la situation de communication, ex. (ro) ex. Aici este foarte cald « Il fait très chaud ici ». Ils peuvent aussi avoir une fonction anaphorique, c’est-à-dire qu’ils établissent un lien avec ce qui précède dans le discours : S’il ne se trouve pas bien où il est, que ne va-t-il ailleurs ?.
Des mots considérés comme des adverbes, tels plus, moins, aussi perdent leur autonomie et deviennent des morphèmes grammaticaux lorsqu’ils servent à exprimer les degrés de comparaison.
Certains mots, appelés parfois « semi-adverbes » ou « clitiques adverbiaux » ne sont pas non plus analysés du point de vue syntaxique, fonctionnant seulement liés à un autre mot qui a, lui, une fonction syntaxique, ex. (ro) tot azi « toujours aujourd’hui », și Ion « Ion aussi », doar doi « deux seulement ».
Certains mots sont des adverbes à fonction syntaxique dans une certaine situation et n’ont pas une telle fonction dans d’autres. Une telle situation est celle de ce qu’on appelle « adverbe de phrase » ou « modalisateur », qui modifie le sens de la phrase en exprimant l’attitude de l’énonciateur à l’égard du contenu de celle-ci, ex. Il est mort naturellement (CC de manière) vs Il est mort, naturellement (modalisateur).
Des adverbes peuvent perdre leur fonction syntaxique en devenant connecteurs, c’est-à-dire des éléments de liaison au niveau du discours, entre phrases indépendantes : Toi, tu penses qu’il n’y a que l’argent qui compte. Moi, je pense autrement (CC de manière) vs Je prends toujours des notes pendant le cours. Autrement, j’oublie ce que le professeur a dit (connecteur).

## Sources bibliographiques
- (ro) Bărbuță, Ion et al., Gramatica uzuală a limbii române [« Grammaire usuelle du roumain »], Chișinău, Litera, 2000 (ISBN 9975-74-295-5, lire en ligne)
- (hr) Barić, Eugenija et al., Hrvatska gramatika [« Grammaire croate »], Zagreb, Školska knjiga, 1997, 2e éd., 683 p. (ISBN 953-0-40010-1)
- (ro) Bidu-Vrănceanu, Angela et al., Dicționar general de științe. Științe ale limbii [« Dictionnaire général des sciences. Sciences de la langue »], Bucarest, Editura științifică, 1997 (ISBN 973-440229-3, lire en ligne)
- (hu) Bokor, József, « Szófajtan », dans A. Jászó, Anna (dir.), A magyar nyelv könyve [« Le livre de la langue hongroise »], Budapest, Trezor, 2007, 8e éd. (ISBN 978-963-8144-19-5, lire en ligne), p. 197-253
- (en) Bussmann, Hadumod (dir.), Dictionary of Language and Linguistics [« Dictionnaire de la langue et de la linguistique »], Londres – New York, Routledge, 1998 (ISBN 0-203-98005-0, lire en ligne [PDF])
- (cnr) Čirgić, Adnan, Pranjković, Ivo et Silić, Josip, Gramatika crnogorskoga jezika [« Grammaire du monténégrin »], Podgorica, Ministère de l’Enseignement et des Sciences du Monténégro, 2010 (ISBN 978-9940-9052-6-2, lire en ligne [PDF])
- (en) Cojocaru, Dana, Romanian Grammar [« Grammaire roumaine »], SEELRC, 2003 (lire en ligne)
- (ro) Constantinescu-Dobridor, Gheorghe, Dicționar de termeni lingvistici [« Dictionnaire de termes linguistiques »], Bucarest, Teora, 1998 (sur Dexonline.ro) (DTL)
- (en) Crystal, David, A Dictionary of Linguistics and Phonetics [« Dictionnaire de linguistique et de phonétique »], Blackwell Publishing, 2008, 4e éd. (ISBN 978-1-4051-5296-9, lire en ligne [PDF])
- Delatour, Yvonne et al., Nouvelle grammaire du français, Paris, Hachette, 2004 (ISBN 2-01-155271-0, lire en ligne)
- Dubois, Jean et al., Dictionnaire de linguistique, Paris, Larousse-Bordas/VUEF, 2002 (lire en ligne)
- (en) Eastwood, John, Oxford Guide to English Grammar [« Guide Oxford de la grammaire anglaise »], Oxford, Oxford University Press, 1994 (ISBN 0-19-431351-4, lire en ligne [PDF])
- (hu) Erdős, József (dir.), Küszöbszint. Magyar mint idegen nyelv [« Niveau-seuil. Hongrois langue étrangère »], Université technique de Budapest, Institut de linguistique, Groupe pour le hongrois, 2001 (lire en ligne)
- Grevisse, Maurice et Goosse, André, Le Bon Usage : grammaire française, Bruxelles, De Boeck Université, 2007, 14e éd., 1584 p. (ISBN 978-2-8011-1404-9, lire en ligne [PDF])
- Kalmbach, Jean-Michel, La grammaire du français langue étrangère pour étudiants finnophones (version 1.1.4.), Jyväskylä (Finlande), Université de Jyväskylä, 2013 (ISBN 978-951-39-4260-1, lire en ligne)
- (hu) Keszler, Borbála (dir.), Magyar grammatika [« Grammaire hongroise »], Budapest, Nemzeti Tankönyvkiadó, 2000 (ISBN 978-963-19-5880-5, lire en ligne)
- (sr) Klajn, Ivan, Gramatika srpskog jezika [« Grammaire de la langue serbe »], Belgrade, Zavod za udžbenike i nastavna sredstva, 2005 (ISBN 86-17-13188-8, lire en ligne [PDF])
- (hu) P. Lakatos, Ilona (dir.), Grammatikai gyakorlókönyv (mintaelemzésekkel és segédanyagokkal) [« Exercices de grammaire avec des modèles d’analyse et des matériaux auxiliaires »], Budapest, Bölcsész Konzorcium, 2006 (ISBN 963-9704-28-8, lire en ligne [PDF])
- Perrot, Jean, « Ponctuation et fonctions linguistiques », Langue française, no 45,‎ 1980, p. 67-76 (lire en ligne, consulté le 20 mai 2020)

## Lecture supplémentaire
- Henning Nolke, Classification des adverbes, Paris, Larousse, 1990.